# 笹岡薬品
笹岡薬品株式会社（ささおかやくひん）は兵庫県芦屋市に本社を置く医薬品・健康食品を製造販売する企業である。創業から今日に至るまで女性保健薬「命の母」を製造している。
ABC制作・TBS系放映の「凡児のおやじバンザイ!!」、KTV制作・フジテレビ系で放映の「凡児の娘をよろしく」、「恋のトリプルチャンス」（桂三枝（現・六代桂文枝）司会）のスポンサーでもある。

## 沿革
（特記事項以外の出典は）
- 1903年 笹岡省三が内務省から「命の母」発売を許可され創業する。
- 1905年 東京府に命の母本舗笹岡省三薬房を設立する。
- 1936年 合資会社笹岡省三薬房として法人化する。
- 1944年 大阪府大阪市北区へ本社を移転する。
- 1967年 奈良県へ工場を移転する。
- 1983年 フルベールにサプリメントの供給開始。
- 2005年 小林製薬株式会社が「命の母」シリーズの独占販売契約を締結。
- 2007年 創業家以外初の社長が就任する。
- 2013年 兵庫県芦屋市へ本社を移転する。

## 「命の母」
（特記事項以外の出典はと）
産婦人科医を祖父に持った笹岡省三が、「病に悩む女性を助けたい」との思いから研究を重ね、作り上げた女性の病や生理不順等に苦しむ女性の保健薬。パッケージにはマリアとキリストが描かれ、大家族制度の中で家事や農作業などで身体を労わることができない女性のための薬として受け入れられ、その名声は与謝野晶子も「人多く いのち之母と呼ぶ薬 この世にあるが めでたかりけり」という短歌を詠むほどであった。津村順天堂（ツムラ）の「中将湯」と共に女性保健薬として用いられた。
主な成分は桂枝茯苓丸、加味逍遥散、当帰芍薬散の3種の漢方薬に配合されている生薬から成っている。
発売当初は生薬で発売されていたが、第二次世界大戦後の1952年に錠剤タイプが、1957年に糖衣錠タイプがそれぞれ発売。後者は、糖衣錠の形態で発売された最初の婦人薬に位置付けられる。おりしもテレビ時代、後述の『西条凡児のおやじバンザイ』などの提供番組によって「命の母」の知名度が向上した。1967年に、これまでの生薬にビタミンを配合した「命の母A」が発売され、生薬のみのタイプは1977年に「命の母ホワイト」にリニューアルされる。その後、社会の変化に伴い女性の社会進出が一般的になると「命の母」シリーズの位置づけも大きく変更されることとなり、2005年に「命の母A」が更年期障害のための薬品として、2008年に「命の母ホワイト」が「生理の不調の治療薬」としてそれぞれ生まれ変わった。また、「命の母A」リニューアルと同じ2005年に、小林製薬が「命の母」の独占販売契約を締結。以降は小林製薬が発売元となっている。
なお、小林製薬は独占販売契約を締結後、「命の母」のパッケージのリニューアルを行った。その際に購買層と座談会やリサーチを重ね、その結果として新しく考案されたシンボルマークは、これまでのマリアとキリストのものと比べて「違和感がある」という意見を得て撤回され、また「更年期障害」という文言を入れるか否かについても購買層の意見が割れるなど慎重に議論が重ねられたが、小林製薬社長夫人に拒否されなかったことが決め手となって、文言が入れられた。パッケージデザイン自体はリニューアルされた。小林製薬で発売するようになってからは、リニューアル前の2倍から3倍で売れるようになり、合わせてコマーシャルにより宣伝も行われるようになった。
2018年9月6日、桐灰化学とコラボして「命の母カイロ」が発売された。発売は桐灰化学。命の母ブランドをイメージして、よもぎ・生姜・肉桂の抽出成分を調合したオリジナルの香料を使用しており、心が落ち着く“ぬくもりと香り”が特徴。100年以上、暖かさについて考えてきた“桐灰”と、同じく100年以上、更年期女性の健康について考えてきた“命の母”がコラボレーションした、更年期女性などの辛い冷えのためのカイロ。

## 主な製品
- 女性保健薬 命の母A（発売元は小林製薬）
- 女性保健薬 命の母ホワイト（発売元は小林製薬）

## スポンサー番組（全て過去）
- コロムビア・アワー（日本テレビ系列）
- 西条凡児のおやじバンザイ（ABC制作・TBS系列）
- 仁鶴・きよしのただいま恋愛中（ABC制作・TBS系列）※途中降板。その後はローカルセールス枠で放送し、途中NETテレビ（現・テレビ朝日）系列へ移行。
- 霊感ヤマカン第六感（ABC制作・TBS系列→テレビ朝日系列）※但し、TBS系列時代のネットスポンサー。なお、テレビ朝日系移行後はローカルセールス枠となり、ABCでは大阪ガスの一社提供。
- ワイドサタデー（ABC制作・TBS系列→テレビ朝日系列）※西日本地域のTBS系列局→NET（後のテレビ朝日）系列局および他系列局のみ放送
- 凡児の娘をよろしく（関西テレビ制作・フジテレビ系列）
- 恋のトリプルチャンス（関西テレビ制作・フジテレビ系列）
- 三枝の爆笑美女対談（関西テレビ制作・フジテレビ系列）※初期のみ